# Pistishi
Pistishi, alternative Schreibweise: Pistishí, ist eine Ortschaft und eine Parroquia rural („ländliches Kirchspiel“) im Kanton Alausí der ecuadorianischen Provinz Chimborazo. Die Parroquia besitzt eine Fläche von 714,08 ha. Die Einwohnerzahl lag im Jahr 2010 bei 345.

## Lage
Die Parroquia Pistishi liegt in den Anden am linken Flussufer des Río Chanchán (im Oberlauf auch Río Guasuntos). Der Hauptort Pistishi befindet sich 6,5 km südwestlich des Kantonshauptortes Alausí auf einer Höhe von 2150 m. Die Fernstraße E35 (Alausí–Chunchi) führt oberhalb an der Ortschaft vorbei. Die Parroquia liegt in Höhen zwischen 1760 m und 3040 m. Unmittelbar oberhalb der Parroquia erhebt sich am gegenüber liegenden Flussufer der Berg Nariz del Diablo (span. für „Teufelsnase“). Die Bahnstrecke Durán–Quito überwindet an dem Berg einen großen Höhenunterschied mittels zweier Spitzkehren.
Die Parroquia Pistishi grenzt im Norden an die Parroquia Sibambe, im Nordosten an die Parroquia Alausí, im Osten und im Süden an die Parroquia Gonzol sowie im Westen an die Parroquia Chunchi (die letzten beiden gehören zum Kanton Chunchi).

## Geschichte
Anfangs gab es die Caserío Pistishí. Am 3. April 1941 wurde die Parroquia Nariz del Diablo gegründet. Am 24. April 1944 wurde deren Namen von „Nariz del Diablo“ in „Pistishí“ umgeändert.